# Mogeiro
Mogeiro é um município brasileiro localizado na Região Geográfica Imediata de Itabaiana, estado da Paraíba. Sua população em 2022 foi estimada pelo IBGE (Instituto Brasileiro de Geografia e Estatística) em 13.899habitantes, distribuídos em 214 km² de área. O município integra a Região Metropolitana de Itabaiana, criada em 2013, pela Lei Complementar Estadual nº 118, para incentivar o desenvolvimento dos municípios da região nas áreas de educação, cultura, saúde e de demais interesses comuns.
Na agricultura, destaca-se por ser o principal produtor de amendoim do estado da Paraíba, com cerca de 300 ha de área média cultivada, abastece o mercado consumidor paraibano e de estados vizinhos. Em 2015 foram produzidas 100 t do produto, já tendo atingido 252 t e 450 ha de área plantada no ano de 2011.

## Topônimo
A cidade de Mogeiro recebeu seu nome de um riacho que corta suas terras, o riacho de Mogeiro, termo cuja origem ainda não está bem esclarecida, existindo apenas hipóteses a esse respeito. 
A primeira delas diz vir do substantivo masculino "mugeiro", um dos nomes populares da águia-pescadora, espécie de ave migratória presente no Brasil em algumas épocas do ano. Mugeiro é também um sobrenome relativamente bem presente em Portugal (a cidade de Mogeiro foi um assentamento de famílias luso-brasileiras no século 17 e 18), o que também permite supor que o nome da localidade possa ter origem onomástica.
Outra versão para a origem refere-se aos monges que habitavam a região e em cujas moradias, conservadas até a metade do século passado, celebravam-se missas, realizavam-se batizados, casamentos e novenas. Era época em que os moradores locais diziam: "vamos para os monges", "para casa dos monges", "para o mosteiro" e, finalmente, "Mogeiro". Há quem diga que tais monges residiam nas proximidades de uma pedra denominada "Pedra do Convento" e a origem do nome venha da junção dos nomes monge + lajeiro, dando mongeiro e por fim Mogeiro. Essa é a versão mais comum e conhecida pela população.
O topônimo Mugeiro também foi posto em outras localidades na época das Grandes Navegações portuguesas, como numa praia da ilha de Lanzarote no século 16.

## História
A região onde se situa o município era primitivamente habitada pelos índios Cariris. O primeiro registro de posse foi requerido em 11 de maio de 1758, por Manoel Pereira de Carvalho ao então Governador da Província, José Henrique de Carvalho, que recebeu uma porção de terras situadas em Taipu, entre o rio Paraíba e o riacho Mogeiro, onde foi iniciada a colonização. Em 1856, através da Lei Provincial n° 210, foi criado o termo "Mongeiro de Baixo" (atribuído à Fazenda São João, hoje conhecida como Mogeiro de Baixo), pertencente a Ingá. Em 1874, pela Lei Provincial n° 569, foi criado o termo "Mogeiro de Cima" (atribuído a um povoado que surgira próximo a Mogeiro de Baixo), também pertencente a Ingá, e que pela Lei Provincial n° 512, de 5 de julho do mesmo ano, o tornou na Freguesia de Nossa Senhora das Dores.
Pela Lei n° 612, de 5 de julho de 1876, foi criado o distrito de Mogeiro de Cima, vinculado à jurisdição de Ingá. Em 18 de maio de 1890, devido à grande influência do Conselheiro Manoel Faustino da Silva, a Lei n° 125 foi assinada pelo governador Venâncio Neiva, anexando o distrito ao município de Itabaiana, ao qual pertenceu até a sua emancipação.
Até o ano de 1900, realizava-se uma feira livre em Mogeiro de Baixo, quando o subdelegado Henrique de Andrade Bezerra transferiu-a para o povoado de Mogeiro de Cima. Dado o seu desenvolvimento, Mogeiro de Cima passou a sede do município, cuja emancipação se deu pela Lei n° 2.618, de 12 de dezembro de 1961, desmembrado de Itabaiana, com a denominação de Mogeiro. Quanto a Mogeiro de Baixo, como é conhecido até hoje, passou à condição de bairro da cidade.

### História política
Com a emancipação do município, o primeiro prefeito nomeado como interventor foi Diomendes Martins da Silva. Na primeira eleição para prefeito, em 1962, foi eleito o Sr. José Benedito da Silveira, José Silveira, como era conhecido. A antecipação de sua posse, antes de expirar o prazo fixado pela Justiça Eleitoral para o prefeito em exercício, Diomendes Martins da Silva, deixar o cargo, constituía-se numa atitude arbitrária, mas ainda sim ele insistiu. Colocou uma mesa numa sala anexa a uma casa residencial, convocou seus vereadores, improvisou uma seção e empossou-se no cargo. Daí em diante, houve ameaças e descomposturas, culminando no seu assassinato em 7 de novembro de 1962. Do ponto de vista político José Silveira é lembrado até hoje e considerado a maior personalidade política do município.
Esta é a lista de prefeitos de Mogeiro:
| N° | Nome                           | Início do mandato    | Fim do mandato         | Observação    |
| 1  | Diomendes Martins da Silva     | 1961                 | 1962                   | Interventor   |
| 2  | Djalma Silveira Lira           | 1962                 | 1966                   | Vice-prefeito |
| 3  | Luiz Gonçalves de lima         | 1967                 | 1969                   |               |
| 4  | Walfrido de Melo Silveira      | 1970                 | 1972                   |               |
| 5  | Luiz Gonçalves de Lima         | 1973                 | 1976                   | 2° mandato    |
| 6  | Walfrido de Melo Silveira      | 1977                 | 1982                   | 2° mandato    |
| 7  | Luiz Gonçalves de Lima         | 1983                 | 1988                   | 3° mandato    |
| 8  | José Antônio da Silva          | 1 de janeiro de 1989 | 31 de dezembro de 1992 |               |
| 9  | Margarida Maria Silveira Gomes | 1 de janeiro de 1993 | 31 de dezembro de 1996 |               |
| 10 | José Paulo da Silva            | 1 de janeiro de 1997 | 31 de dezembro de 2000 |               |
| 11 | Margarida Maria Silveira Gomes | 1 de janeiro de 2001 | 31 de dezembro de 2004 | 2° mandato    |
| 12 | Margarida Maria Silveira Gomes | 1 de janeiro de 2005 | 31 de dezembro de 2008 | 3° mandato    |
| 13 | Antônio José Ferreira          | 1 de janeiro de 2009 | 31 de dezembro de 2012 |               |
| 14 | Antônio José Ferreira          | 1 de janeiro de 2013 | 31 de dezembro de 2016 | 2° mandato    |
| 15 | José Alberto Ferreira          | 1 de janeiro de 2017 | 31 de dezembro de 2020 |               |
| 16 | Antônio José Ferreira          | 1 de janeiro de 2021 | 31 de dezembro de 2024 | 3° mandato    |
| 17 | Antônio José Ferreira          | 1 de janeiro de 2025 | atualidade             | 4º mandato    |

## Geografia

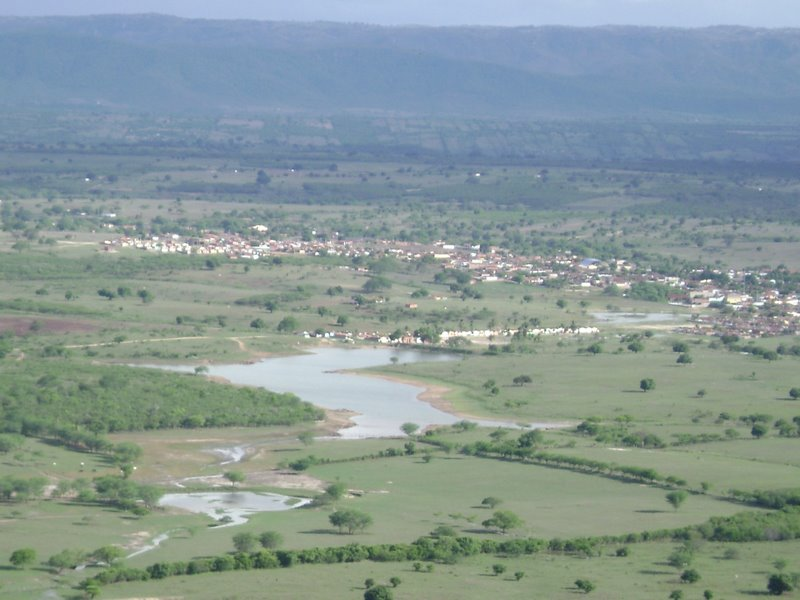
A cidade vista da Serra da Guararema

O município está localizado na zona fisiográfica da caatinga, na Mesorregião do Agreste Paraibano e na microrregião de Itabaiana, significando que o mesmo encontra-se inserido no semiárido nordestino e na região chamada de polígono das secas. Sua área é de 219 km², representando 0,42% do território do estado da Paraíba.

### Relevo e Hidrografia
Mogeiro situa-se na depressão sublitorânea, tendo uma superfície colinosa. Seu relevo é suavemente ondulado e drenado por riachos e alguns rios, de vales abertos e pouco profundos. Em sua porção centro-norte ocorre uma área cristalina elevada de maciços residuais com formação de serra, onde o relevo é fortemente ondulado e montanhoso.
Situado na Bacia Hidrográfica do Baixo Paraíba, é cortado pelo rio Ingá (ou Camurim, como também é conhecido) e pelos riachos de Mogeiro e Poço Verde e, servindo como divisor dos municípios limítrofes, os rios Paraíba, Cantagalo e Gurinhém.
O rio Paraíba propicia grande potencial de irrigação para beneficiamento e diversificação de culturas no município, favorecendo, ainda, a prática da piscicultura.

### Vegetação
No município predomina como cobertura nativa a vegetação de floresta caducifólia com porte arbóreo de 8 a 10 metros de altura, clara, pouco densa, com árvores muito ramificadas e um estrato arbustivo. Na estação seca esta vegetação perde totalmente as folhas, com exceção de poucas espécies.
Em menor parte do território encontra-se a floresta subcaducifólia, com porte arbóreo em torno de 20 metros de altura, densa e pouco clara, com caules geralmente retilíneos, engalhamento alto e predominando as folhas miúdas. Na estação seca parte das árvores perde suas folhagens. Ocorre também, em algumas áreas, a presença da caatinga hipoxerófita, apresentando-se com porte arbóreo, com menos frequência arbóreo-arbustivo e normalmente densa, sendo a presença de cactáceas baixas e bromeliáceas restrita às áreas mais pedregosas.
Contudo, a maior parte da sua vegetação nativa já foi devastada, dando lugar à agricultura, principalmente de subsistência, e a pastagens para a pecuária, além da produção de lenha e carvão, e restam apenas cerca de 10% da reserva florestal nativa do município.
As espécies nativas mais encontradas são: Braúna, Aroeira, Angico, Marmeleiro, Mulungu, Pau-d’arco amarelo,Juazeiro, Timbaúba e Catolé.

### Clima
De acordo com a classificação de Köppen, o município apresenta um clima tropical do tipo quente e úmido; sua temperatura média anual varia de 23 °C a 26 °C, sendo registrada temperatura mínima mensal de 19 °C e máxima mensal de 32º.
A precipitação pluviométrica média anual atual é de 431 mm, segundo o CPRM, e de 450 mm, de acordo com o IDEME, com período médio de seis meses secos, tendo umidade relativa do ar em torno de 80%. Assim, o regime anual de seu clima é caracterizado unicamente pelo regime sazonal de chuvas, que compreende o período dos meses de fevereiro a agosto, com maior intensidade entre os meses de maio, junho e os mais secos de outubro e novembro.

### Distrito e comunidades
O território municipal é composto pelo distrito de Gameleira e suas principais comunidades são: Areal; Gavião; Pintado; Chã de Areia; Cabral; Granjeiro; Benta Hora; Tamanduá; Cumatí; Gaspar; Boa Vista; Estação; Juá; e Camurim.